# Osmina

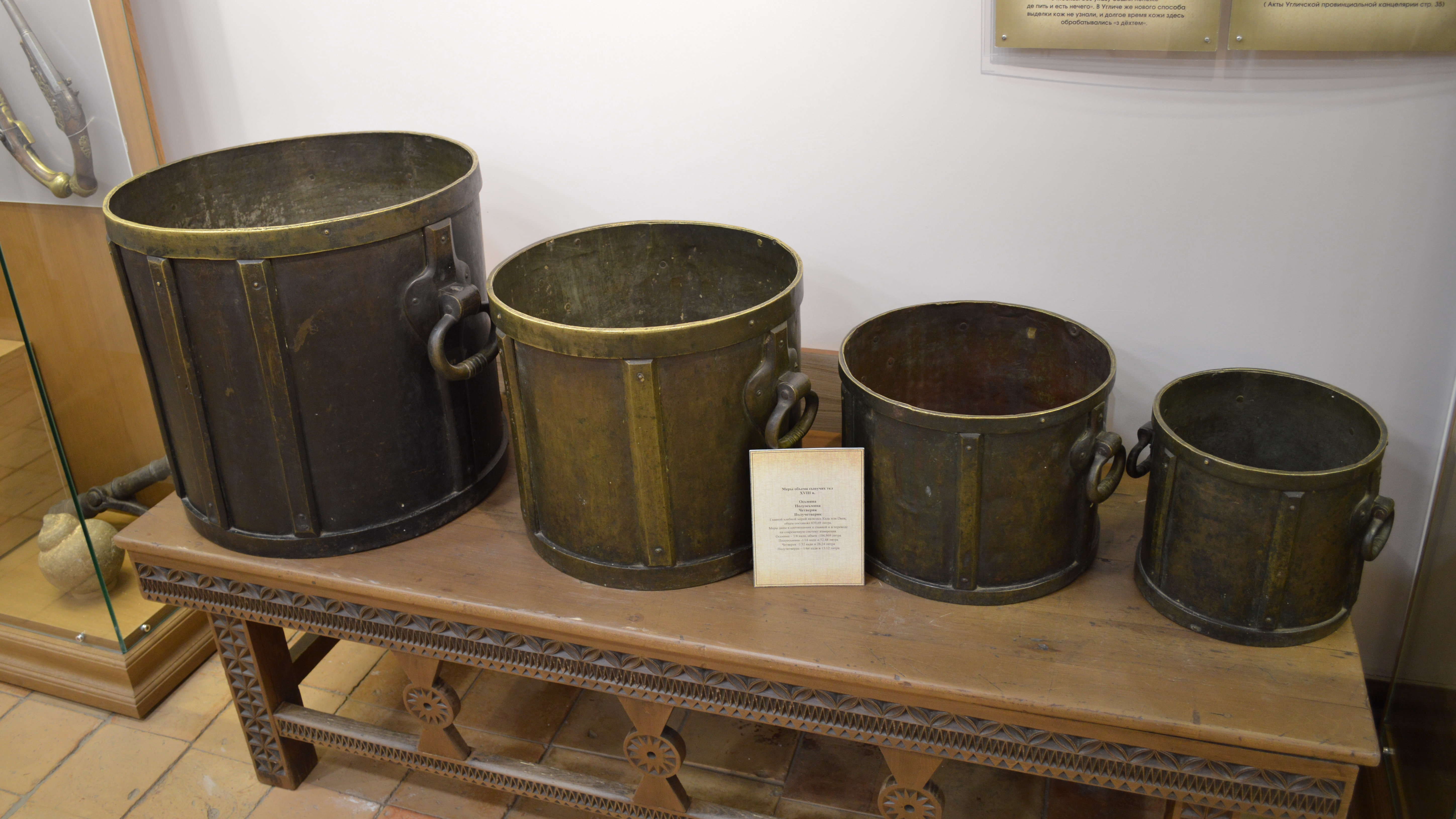
Osmina, poluosmina, tschetwerik, polutschetwerik.

Die Osmina, auch Osmin (russisch осьмина, von russ. wosjem = acht), war ein russisches Volumenmaß. Es fand Verwendung vorrangig als Getreidemaß und Maß für andere trockene Waren. Die Osmina war das große Achtel von der Tonne, der Berzka, und hatte 32 Garnetz (Garnitz).
Die Maßkette war
- 1 Beczka/Faß (polnisch) = 4 Viertel = 8 Osmina = 16 Szestnastki (litauisch)
- 1 Tschetwert/großes Kornviertel = 2 Osmina = 4 Pajock/Poluosmina/halbe Osmina/großes Halbachtel = 8 Tschetwerik/kleines Viertel = 16 Polutschetwerik/halber Tschetwerik/kleines Achtel =  32 Tschetwerka/Quart/kleines Halbachtel = 64 Garnitz (Garnetz)/Garnitzen/Maaß = 1920 Tchast/Becher

- 1 Tschetwerik = 1322,708 Pariser Kubikzoll = 26,2377 Liter
- 1 Tschetwert = 2,099 Hektoliter
- 1 Osmina = 104,95008 Liter

- 1 Osmina = 4 Tschetwerik = 32 Garnitz = 104,954 Liter[1]

Als Osmi, dem Achtel, war es als Getreidemaß in Vilnius:
- 1 Osmi = 50,8175 Liter[2]
- 1 Osmi = 9 Garcy (groß) = 18 Garcy (klein)
  - 1 Garniec/Garnetz=Topf = 2,8232 Liter[3]